# Дублінський швидкісний трамвай
Ду́блінський шви́дкісний трамва́й (ірл. Luas, від ірл. lúas — «швидкий») — легкорейкова транспортна система в столиці Ірландії — місті Дубліні. Складається з двох маршрутів (приблизно схід — захід та північ — південь), обидва з яких перетинають річку Ліффі. Оголошення на маршруті дублюються англійською та ірландською.

## Історія
Перша трамвайна система Дубліна (остаточно закрита 1959 року після заміни усіх ліній автобусами) мала досить розгалужену мережу довжиною близько 60 кілометрів.
1981 року Дублінська ініціативна група з питань перевезень (англ. Dublin Transportation Initiative) вперше запропонувала створити у місті мережу електричного громадського транспорту. У рамках цієї пропозиції було розглянуто варіант зі спорудженням лінії від Таллахта через центр Дубліна до Дандрума у графстві Дан Лері — Ратдаун на півдні столичної агломерації і продовженням її у бік Сендіфорда (на південь від Дандрума) та Баллімуна — північної околиці Дубліна.

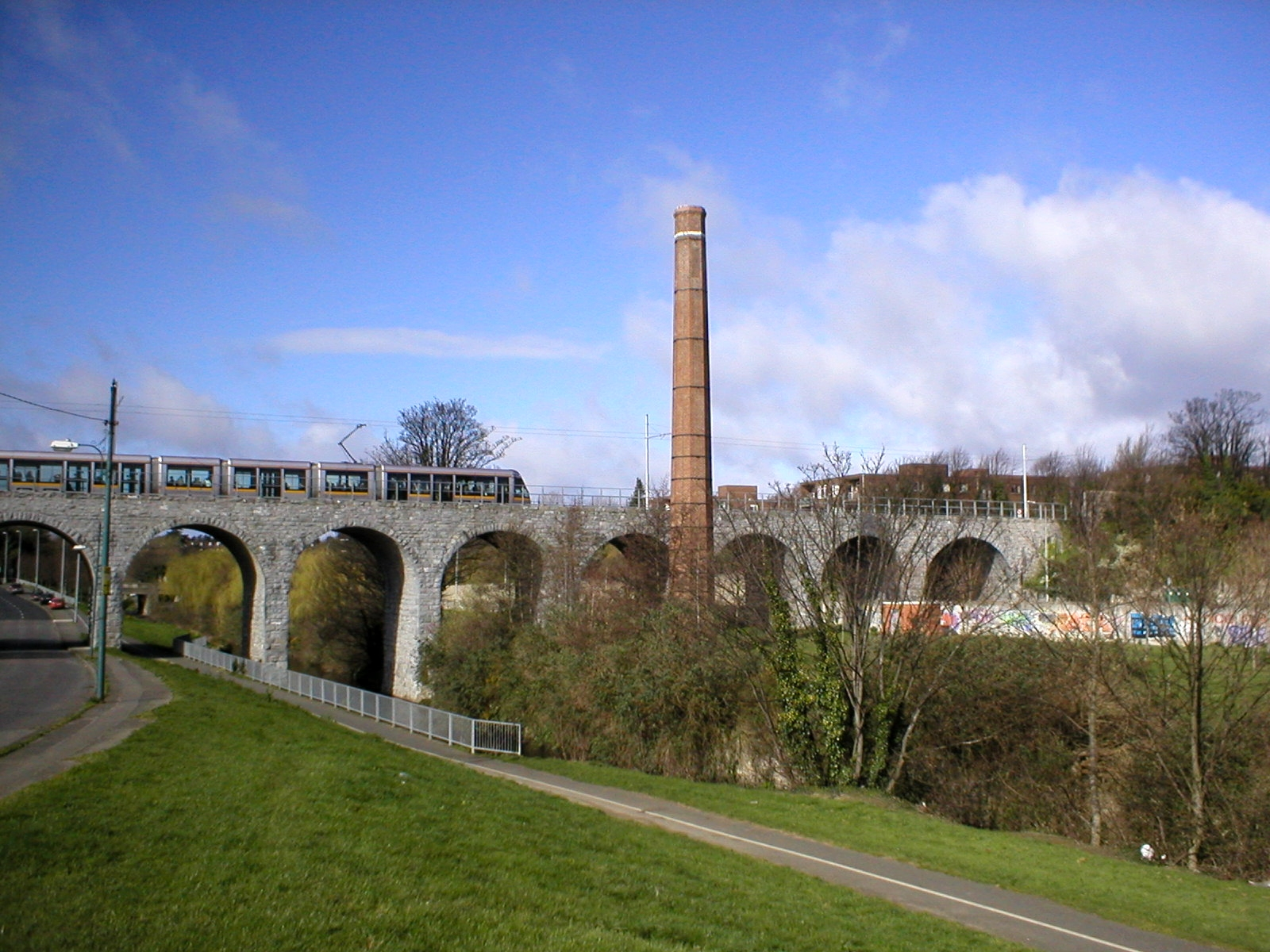
Трамвай на мості «Дев'ять Арок», Дублін

1997-го було розпочато створення документації майбутнього проєкту, проте постало питання щодо доцільності прокладання підземних ділянок у центрі столиці, що додатково відтермінувало будівництво. 2001 року було створено окремий підрозділ державної служби перевезень — Агенцію з постачання залізниці (англ. Railway Procurement Agency, RPA), яка мала опікуватися новою трамвайною системою.
Ще до початку робіт було вирішено відмовитися від північної гілки трамвая у напрямку Баллімун — аеропорт Дублін і збудувати натомість метро. У березні 2001 року RPA разом з італійським та австралійським підрядниками почала будівництво одразу двох дільниць майбутньої мережі.
Зелену лінію було відкрито для користування 30 червня 2004 року, а Червону — 26 вересня того ж року. Обидва рази перші кілька днів проїзд був безкоштовним, аби заохотити пасажирів.
За перші два роки роботи трамвая пасажиропотік склав 50 млн осіб, 2007 року — понад 28 млн осіб і 25,4 млн осіб 2009-го. Незважаючи на відсутність державних субвенцій та очікуваний дефіцит доходів у ці роки підприємство отримало позитивне сальдо.
2009 року на Червоній лінії було введено в експлуатацію гілку на схід до нової кінцевої поблизу дублінського порту. Цю дільницю будували в обхід старої кінцевої на залізничній станції О'Конноллі (ірл. Conghaile). У жовтні 2010-го Зелену лінію було продовжено ще далі на південь від ірландської столиці.

## Маршрути
Станом на 2021 рік у місті діють дві лінії трамвая:
- Червона лінія
  - головна ділянка «Автовокзал» (ірл. Busáras) — «Белгард» (ірл. Belgard) з відгалуженнями до кінцевих ірл. Tamhlacht, ірл. Teach Sagard, ірл. Iosta na Rinne і ірл. Conghaile.
- Зелена лінія
  - «Брумбридж» — «Черривуд»

## Рухомий склад
- 26 одиниць 30-метрових Citadis 301 (у 2007—2008 роках задля більшої пасажиромісткості подовжені до 40 метрів за рахунок додаткових секцій)
- 14 одиниць 40-метрових Citadis 401
- 26 одиниць 43-метрових Citadis 402 (з 2009-го)
- 7 одиниць 55-метрових Citadis 402 (з 2018-го, довжину платформи на зупинках довелося збільшувати)

## Електрогосподарство
- Номінальна напруга живлення рухомого складу складає 750 В (постійний струм).
- Верхня повітряна контактна мережа
- Тягові підстанції міського електротранспорту